# بادينان سات
بادينان سات، قناة فضائية كردية، تبث من مدينة دهوك في كردستان العراق، تابعة لمكتب الإعلام الاتحاد الوطني الكردستاني.

## تاريخ القناة
تم افتتاح القناة بشكل رسمي، بتاريخ 17 آب 2012، في مدينة دهوك، مع أن تاريخ هذه القناة يعود إلى عام 1991، حيث كانت تعمل تحت اسم تلفزيون شعب كردستان، قناة دهوك التي تعتبر أول قناة محلية في منطقة بادينان. تعمل هذه القناة على القمر نايلسات التردد 10757، و معدل الترميز 27500 عمودي.

## أبرز الأعلاميين العاملين في القناة
- خالد دوسكي
- عبد الستار محمد